# Said Chayesteh
Said Chayesteh (født 21. juli 1984) er en dansk-iransk skuespiller
Chayesteh er bl.a. kendt for sin rolle som Karim i TV 2's politiserie Anna Pihl og for sin medvirken i Vild med dans hvor han sammen med partneren Mette Georgio fik en 6. plads. Han deltog også i april 2011 i madprogrammet 4-stjerners Middag på Kanal 5 (sæson 3, episode 18 første gang sendt 27. september 2011).
Han er opvokset i Albertslund og blev handelsstudent fra Høje Taastrup Handelsskole i 2003. Han har ydermere en bachelor i kommunikation og virksomhedsstudier fra Roskilde Universitet (RUC) fra 2009 og en kandidat i medievidenskab fra Københavns Universitet fra 2013. Siden 2018 har Chayesteh arbejdet som LEAN partner i Novo Nordisk A/S. Said har ingen skuespilleruddannelse.